# (9408) Haseakira
(9408) Haseakira  es un asteroide perteneciente al cinturón de asteroides, descubierto el 20 de enero de 1995 por Takao Kobayashi desde el Observatorio de Ōizumi, en Japón.

## Designación y nombre
Haseakira se designó inicialmente como 1995 BC.
Más adelante fue nombrado por Akira Hase (n. 1923) quien es profesor emérito de la Universidad de Hiroshima. Basándose en una investigación geológica detallada, ha aclarado la estratigrafía y la estructura geológica del grupo Paleozoico-Mesozoico del suroeste de Japón. Además, ha sido tutor de muchos profesores y expertos excelentes en ciencias de la tierra.

## Características orbitales
Haseakira orbita a una distancia media del Sol de 2,948 ua, pudiendo acercarse hasta 2,624 ua y alejarse hasta 3,271 ua. Tiene una excentricidad de 0,110 y una inclinación orbital de 3,151° grados. Emplea en completar una órbita alrededor del Sol 1848,66 días.
Pertenece a la familia de asteroides de (158) Koronis.

## Características físicas
Su magnitud absoluta es 13,71. Tiene 5,571 km de diámetro. Su albedo se estima en 0,272.